# Mormant-sur-Vernisson
Mormant-sur-Vernisson település Franciaországban, Loiret megyében. Lakosainak száma 133 fő (2022. január 1.). Mormant-sur-Vernisson Amilly, Conflans-sur-Loing, Cortrat, Saint-Hilaire-sur-Puiseaux, Solterre, Villemandeur és Vimory községekkel határos.

## Népesség
A település népességének változása:
| Lakosok száma | 144  | 143  | 116  | 124  | 106  | 111  | 120  | 132  | 128  | 133  |
|               | 1968 | 1982 | 1990 | 2006 | 2013 | 2015 | 2017 | 2019 | 2020 | 2022 |